# Association des maires de grandes villes de France
L'Association des maires de grandes villes de France (AMGVF) est une association française active de 1974 à 2015 qui regroupe les villes et les regroupements de communes dont la population dépasse les 100 000 habitants. Elle est membre de la Maison européenne des pouvoirs locaux français.

## Présentation
Le 20 mai 2014, deux mois après la vague bleue aux élections municipales, la présidence de l'AMGVF passe à la droite. Succédant à Michel Destot, le maire de Toulouse Jean-Luc Moudenc (UMP) est élu par 46 voix, contre 39 au maire socialiste de Besançon, Jean-Louis Fousseret, qui devient premier vice-président. Les vice-présidents représentent la diversité politique des élus : Nathalie Appéré (PS, Rennes), Jean-Claude Boulard (PS, Le Mans), Jean Rottner (UMP, Mulhouse), Patrice Bessac (PCF, Montreuil), Éric Piolle (EELV, Grenoble), Serge Grouard (UMP, Orléans) et Brigitte Fouré (UDI, Amiens), André Rossinot (UDI, Nancy) restant secrétaire général.
Les deux premiers présidents André Morice (1900-1990) et Roger Quilliot (1925-1998) ont été présidents d'honneur. Les anciens présidents Jean-Marie Rausch, Jean-Marc Ayrault, Michel Delebarre, Jean-Marie Bockel (2001-2007) et Michel Destot (2007-2014) sont aujourd'hui présidents d'honneur.
Début 2013, le président de l'AMGVF a annoncé une réorganisation de l'association en deux pôles afin de répondre aux enjeux urbains : l'un économique et financier, l'autre développement urbain et cohésion sociale.
En 2014, l'AMGVF étudie un rapprochement, avec l'Association des communautés urbaines de France. Cette fusion des deux associations au sein de France urbaine, dont le premier président est le maire de Toulouse Jean-Luc Moudenc, est effective le 6 novembre 2015.

## Conférence des Villes
La Conférence des Villes, organisée par l’Association des maires de grandes villes de France, est un événement politique annuel phare depuis 2000. Elle se tient à l’hôtel de ville de Paris, depuis 2008, sur un thème d’actualité urbaine dans l’esprit de faire progresser l’innovation et la solidarité des territoires. Cette manifestation de référence des acteurs de l’urbain réunit plus de 1 000 personnes chaque année autour des questions propres au développement des grandes villes et métropoles en France et dans le monde. Des personnalités de premier plan viennent débattre de sujets majeurs pour l’avenir de la France. De par ces débats, la Conférence des Villes vise à placer la question urbaine au cœur du débat public et en faire accepter les réalités.

### Éditions de la Conférence des Villes et thèmes
- 25 septembre 2013[3] : « Mobilisation pour l’emploi : le pouvoir des villes & des métropoles ». La 13e édition de la Conférence des Villes a été consacrée à la mobilisation pour l’emploi et au pouvoir des grandes villes et des métropoles en ce domaine. Elle fut l’occasion d’affirmer et de faire reconnaître le pouvoir des villes et des métropoles en matière de développement économique. C’est l’économie des villes, comme foyers de développement, qui doit être encouragé dont l’emploi est la clé. Le premier ministre, Jean-Marc Ayrault est intervenu en vidéo conférence, Michel Sapin, ministre du Travail, de l’Emploi, de la Formation Professionnelle et du Dialogue social et de Manuel Valls, ministre de l’Intérieur sont également intervenus au cours des débats.
- 19 septembre 2012[4] : « Croissance & grandes villes : l’heure de la vérité – le nouveau souffle de la décentralisation »
- 28 septembre 2011[5] : « Urgence économique, oser de nouvelles réponses ». Dans un contexte de crise financière et de fortes inquiétudes sur la solidité de la zone euro, la 11e Conférence des Villes s’est tenue autour du thème de l’urgence économique et sociale. L’édition 2011 a été l’occasion d’affirmer que les territoires sont porteurs d’innovations sur le plan scientifique, sur le plan de la recherche, de la technologie, et de l’économie. C’est dans les grandes villes que se trouvent les universités, les pôles de compétitivité. Celle-ci a aussi été l’occasion d’évoquer la responsabilité des territoires en termes d’innovation sociale, éducative, culturelle et citoyenne, en direction des populations les plus fragilisées qui se trouvent dans les quartiers dits de “politique de la ville”. De nombreuses figures politiques ont participé au débat tels que Bertrand Delanoë, Maire de Paris, Maurice Leroy, Ministre de la Ville mais aussi d’autres acteurs importants tels qu’Olivier Berthe, Président des Restos du Cœur ou Stéphane Richard Directeur Général de France Telecom Orange.
- 22 septembre 2010[6] : « Cohésion sociale et urbaine, ce que veulent les Maires des grandes villes de France »
- Conférence des villes 23 septembre 2009[7] : « World – Cities, Living and working together ». Cette 9e édition de la Conférence des villes, très tournée vers l’international fut l’occasion de comparer les collectivités locales, leurs compétences, leurs politiques  en fonction de pays culturellement et historiquement très différents. Avec la participation de nombreux élus français tel que Jean-Marc Ayrault, Maire de Nantes. Mais aussi des élus internationaux : Jordi Hereu, Maire de Barcelone (Esp) ; Andrius Kypcinskas, Maire de Kaunas (Lituanie) ; Mark L. Mallory, Maire de Cincinnati (USA) ; Thomas M. Meniono, Maire de Boston (USA) ; Eduardo Paes, Maire de Rio de Janeiro (Brésil) ; Wolfgang Schuster, Maire de Stuttgart (Allemagne) ; Mohamed Hadj Taieb, Maire de Sfax (Tunisie) ; Jozias Van Aarsten, Maire de La Haye (Pays-Bas) ; Tamotsu Yamade, Maire de Kanazawa (Japon) ; Han Zheng, Maire de Shanghai (Chine).
- 11 septembre 2008[8] : « De Lisbonne à Göteborg, les villes font l’Europe » : La 8e édition de la Conférence des Villes, avec la participation d’élus, d’acteurs économiques et de politiques français et européens, souhaitait poursuivre la démarche engagée les présidences allemande et britannique de l’Union Européenne pour faire de la ville un véritable sujet de politique européenne, afin que le fait urbain soit pleinement intégré dans la construction des politiques communautaires. Les villes constituent des parties intégrantes afin de réaliser la synthèse des stratégies de Lisbonne et de Göteborg.
- 13 septembre 2007[9] : « Variations urbaines – Les villes, acteurs de demain ». Les villes permettent de mieux comprendre la situation et ainsi révéler les défis du XXIe siècle. C’est autour de cela que s’est déroulée la 7e édition de la Conférence des Villes. Développement durable, économique, énergétique, politique, les villes jouent un rôle majeur. La mondialisation n’a pas permis de réduire les écarts entre le Nord et le Sud, il n’y a pas réellement de sentiment de proximité ou de communauté. La taille relativement modeste des villes françaises comparées aux Mégalopoles Asiatiques ou Américaines par exemple, permet de créer cette relation de proximité. Cette Conférence a su être porteuse de débats fulgurants grâce à la participation d’élus et leaders d’opinion français et internationaux tels que Norbert Métraoti, président de Cap L’Orient.
- 28 septembre 2006[10] : « Les villes à l’heure du choix – éducation, économie et développement durable, démocratie locale ». À la veille des élections présidentielles, la 6e édition de la Conférence des Villes  s’est articulé autour d’un projet politique collectif qui réduise les inégalités sociales et les dégradations à l’environnement tout en prenant compte les impacts du développement urbain et économique à différentes échelles. Cette édition, avec l’intervention d’Anne Hidalgo, Louis Schweitzer, Nicolas Sarkozy, Brice Hortefeux pour n’en citer que quelques-uns, visait à faire face aux enjeux du développement durable au sens complet du terme (aspect environnemental et économique mais aussi social et éducatif).
- 9 décembre 2005 : « Usagers, habitants, citoyens – les défis de la ville ». En présence de figures politiques tels que Bertrand Delanoë ou Nicolas Sarkozy, la 5e édition de la Conférence des villes fut autour des défis de la ville vus du citoyen, de l’usager, des habitants avec trois priorités : la mobilité, l’emploi et la cohésion sociale, le logement.
- 6 & 7 octobre 2004[11] : « La Ville en commun ». Avec la participation de Jean-Louis Borloo, Dominique de Villepin et bien d’autres, la 4e édition de la Conférence des Villes fut l’occasion pour les élus et autres leaders d’opinions de partager et débattre sur des thèmes comme l’économie, la politique publique, l’ouverture du marché, le logement et autres projet locaux.
- 21 mars 2003 : « La ville dans la décentralisation ». La 3e édition de la Conférence des Villes, lors d’une nouvelle étape de la décentralisation, avait pour objectif de mettre en avant l’importance de la dimension urbaine dans la politique de décentralisation. Les mots forts de celle-ci furent : clarifier, développer, simplifier, réformer, moderniser et adapter. Ceux-ci sont encore d’actualité dans le débat public et, par conséquent, dans les éditions à venir de la Conférence des Villes.
- 20 février 2002 : « Villes, territoires et citoyens solidaires : un nouveau souffle pour la décentralisation ». Cette 2e édition de la Conférence des Villes avec la participation de Pierre Mauroy et Lionel Jospin, entre autres, a repris les thèmes forts de l’urbanisme tels que l’emploi, la citoyenneté, l’ouverture internationale, la sécurité, la fiscalité, le développement durable en France et en Europe afin de débattre des villes de demain.